# Baselice
Baselice är en stad och kommun i provinsen Benevento, i regionen Kampanien i södra Italien. Kommunen hade 2 313 invånare (2017) och gränsar till kommunerna Castelvetere in Val Fortore, Colle Sannita, Foiano di Val Fortore, San Bartolomeo in Galdo, San Marco dei Cavoti.